# Susan Bernard
Susan Bernard (Los Angeles, 11 februari 1948 - aldaar, 21 juni 2019) was een Amerikaanse actrice en model.

## Levensloop en carrière
Bernard werd geboren in 1948 als dochter van fotograaf Bruno Bernard. Ze begon haar carrière op 17-jarige leeftijd in de exploitatiefilm Faster, Pussycat! Kill! Kill!. In 1966 poseerde ze voor Playboy. Op het einde van de jaren '60 had ze twee jaar lang een rol in de televisieserie General Hospital. In de jaren '70 acteerde ze in The Phynx (1970), Necromancy (1972) naast Orson Welles en The Killing Kind (1973) naast Ann Sothern.
Bernard was gehuwd met Jason Miller. Hun zoon is acteur en scenarioschrijver Joshua John Miller.

## Filmografie
- Faster, Pussycat! Kill! Kill! (1965)
- Stranger in Hollywood (1968)
- General Hospital (1968-1969) - tv-serie
- The Witchmaker (1969)
- That Tender Touch (1969)
- The Phynx (1970)
- Machismo: 40 Graves for 40 Guns (1971)
- Necromancy (1972)
- The Killing Kind (1973)
- Teenager (1974)
- The Mao Game (1999)
- Mansfield 66/67 (2017) - documentaire